# Luc Barnier
Luc Barnier (24. září 1954 Boulogne-Billancourt – 16. září 2012 Francie) byl francouzský filmový střihač. Studoval na Institut des hautes études cinématographiques, který dokončil v roce 1975. Svou kariéru zahájil počátkem osmdesátých let. Dlouhodobě spolupracoval například s režisérem Olivierem Assayasem – od jeho počátků až po film Cosi je ve vzduchu, který dokončil nedlouho před svou smrtí. Za svou práci byl třikrát nominován na Césara pro nejlepší střih. Zemřel na rakovinu ve věku 58 let. V době své smrti pracoval na střihu filmu Adoration režisérky Anne Fontaine.

## Filmografie (výběr)
- Laissé inachevé à Tokyo (1982)
- Désordre (1986)
- L'enfant de l'hiver (1989)
- Paris s'éveille (1991)
- Chladná voda (1994)
- Někdo to rád holky (1996)
- Irma Vep (1996)
- Fin août, début septembre (1998)
- Vem si mě (2000)
- Les destinées sentimentales (2000)
- Demonlover (2002)
- Životní role (2004)
- Život je peklo (2004)
- Process (2004)
- V jeho rukou (2005)
- Paříži, miluji tě (2006)
- Vstupní brána (2007)
- Chacun son cinéma (2007)
- Letní čas (2008)
- Vítejte u Ch'tisů (2008)
- Coco Chanel (2009)
- Nic k proclení (2010)
- Sbohem, královno (2012)
- Cosi je ve vzduchu (2012)
- Adoration (2013)